# نملاوية محاربة
النملاوية المحاربة (الاسم العلمي:Dorylini) هي قبيلة من الحشرات تتبع فصيلة النمل من رتبة غشائيات الأجنحة.

## الأجناس
- النمل المحارب